# 韓全誨
韓全誨（?—903年），唐代宦官。
宦官韓文約的養子，任右神策軍護軍中尉，與鳳翔節度使李茂貞有深交，天復元年（901年）幽禁唐昭宗，宰相崔胤乃召朱全忠救駕。昭宗被韓全誨等劫持至鳳翔（今陝西寶雞），朱全忠督兵五萬包圍鳳翔，与茂贞军战于虢县西槐林驿，“大败岐军，横尸不绝，鲍气闻于十里”。天復二年（902年）冬，鳳翔大雪，城中食盡，死者不計其數。
天復三年（903年），正月六日，李茂贞请昭宗诛宦官“四贵”，中尉韩全诲、张彦弘、枢密使袁易简、周敬容四人被斩首，以宦官第五可範續任左军中尉，仇承坦为右军中尉，王知古为上院枢密使，杨虔朗为下院枢密使。是夜，又斩殺神策都将李继诲、李彦弼等二十二人，茂貞亦斬其義子凤翔裨将李继筠。次日李茂貞以韓全誨等二十二人首級，傳首梁軍，與朱全忠和解，全忠遣李振奉表入谢。不久崔胤又搜誅鳳翔扈從宦官七十二人，朱全忠再令京兆密捕致仕老宦官，再杀九十人。李茂贞護送昭宗出城，昭宗回到長安。三月十一日，韩全诲所献宫人宋柔等十一人，及僧、道士与宦官亲厚者二十馀人，并送京兆杖杀。